# Chytci (rejon łubieński)
Chytci (ukr. Хитці) – wieś na Ukrainie, w obwodzie połtawskim, w rejonie łubieńskim, w hromadzie Łubny. W 2001 liczyła 285 mieszkańców.